# Ascidieria longifolia
Ascidieria longifolia är en orkidéart som först beskrevs av Joseph Dalton Hooker, och fick sitt nu gällande namn av Gunnar Seidenfaden. Ascidieria longifolia ingår i släktet Ascidieria och familjen orkidéer. Inga underarter finns listade i Catalogue of Life.